# HD20629
HD20629 — хімічно пекулярна зоря спектрального класу A0, що має видиму зоряну величину в смузі V приблизно  7,4.
Вона  розташована на відстані близько 776,6 світлових років від Сонця.

## Фізичні характеристики
Телескоп Гіппаркос зареєстрував фотометричну змінність  даної зорі з періодом    2,50 доби в межах від  Hmin= 7,46 до  Hmax= 7,35.

## Пекулярний хімічний вміст
Зоряна атмосфера GSC1240-796 має підвищений вміст 
Si
.